# William Fosdick
William Whiteman Fosdick (ur. 28 stycznia 1825 w Cincinnati, zm. 8 marca 1862 tamże) - poeta i powieściopisarz amerykański.
Urodził się jako syn bankiera Thomasa i Julii z domu Drake, aktorki. Uczęszczał do Cincinnati College i Transylvania University, następnie studiował prawo w Louisville. Praktykę odbywał w Cincinnati, gdzie w 1851 powstało pierwsze jego dzieło - powieść historyczna pt. Malmiztic the Toltec and the Cavaliers of the Cross. W 1852 przeniósł się do Nowego Jorku i tam, w 1855, wydał tomik poezji pt. Ariel and Other Poems.